# Kabay János

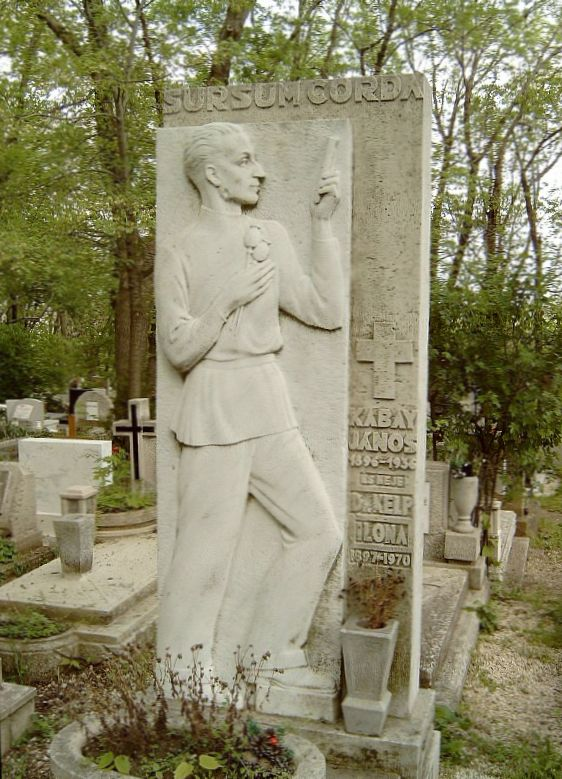
Kabay János sírja a budapesti Farkasréti temetőben (Hv13-1-280). Boldogfai Farkas Sándor alkotása.

Kabay János, teljes nevén: Kabay János Ferenc (Bűdszentmihály, 1896. december 27. – Budapest, 1936. január 29.) a magyarországi morfingyártás atyja, a bűdszentmihályi (ma tiszavasvári) Alkaloida Vegyészeti Gyár alapítója. A gyár  virágkorában, az 1970-es években 2500 dolgozó vett részt a termelésben. Kabay Jánosnak, az Alkaloida Vegyészeti Gyár alapítójának életműve a magyar nemzeti értékekről és hungarikumokról szóló 2012. évi XXX. törvény alapján 2016. április 19-én a magyar nemzet 56. hungarikuma kitüntető törvényi címet kapta meg.

## Életútja
Kabay József községi jegyző és Deák Piroska gyermeke. Anyai nagybátyja id. Lukács Ferenc magyar királyi postamester (1847–1917), Lukács Ferenc gyógyszerész nagyapja volt. Érettségi vizsgáját a hajdúnánási gimnáziumban tette le, majd 1915-ben a Budapesti Műegyetemen kezdte meg felsőfokú tanulmányait, hogy vegyészmérnökké váljék. Az egyetemet azonban fél év után elhagyta, mert be kellett vonulnia katonának. Az első világháború után bátyja, Kabay Péter hajdúnánási gyógyszertárában gyakornokoskodott, és beiratkozott a budapesti Pázmány Péter Tudományegyetemre, ahol 1923-ban gyógyszerész oklevelet szerzett, majd 1924-ben letette gyógyszerészi esküjét.
Ezután a Gyógynövény Kísérleti Állomáson folytatta munkáját, ahol feleségével, a vegyész Kelp Ilonával kidolgozta a morfinnyerés ipari módszerét: a zöld máknövényt virágzás után learatták, majd a felaprított mákfejekből préselés után vonták ki a hatóanyagot. E módszert 1925-ben szabadalmaztatta. 1927-ben megalapította a bűdszentmihályi Alkaloida Vegyészeti Gyárat, amely azonban pénzügyi nehézségekkel küszködött. Kabay 1931-ben újabb szabadalmat nyújtott be: sikerült morfint kivonnia a mindaddig mezőgazdasági hulladékként kezelt száraz mákszalmából. Ez a gazdaságos, ún. száraz eljárás forradalmasította a morfingyártást, s ezáltal a gyógyszergyár nem csupán a hazai szükségleteket tudta ellátni, hanem exportra is jutott a kábító fájdalomcsillapítóból. A Kabay-házaspár tíz országban szabadalmaztatta módszerét. A gyáralapító szabadalma képezi jelenleg is a morfin ipari előállításának alapjait az egész világon.
Kabay János tovább folytatta kutatásait, hogy még gazdaságosabbá váljék a morfingyártás, azonban 1936-ban egy sérvműtétet követően vérmérgezésben váratlanul elhunyt.
Az 1927-ben Kabay által alapított Alkaloida Vegyészeti Gyár nagyon sok helybelinek biztosított munkát. 1996-ban a gyárat privatizálták, a vállalatot az ICN Pharmaceuticals kaliforniai székhelyű multinacionális gyógyszergyár vette meg. 
2005 óta az indiai Sun Pharma Industries Ltd tagja. A cég 90 milliárd forintos nyereséget ért el a 2019. március 31-én lezárt üzleti évében, és a 2019. októberi céginformáció szerint 449 főt foglalkoztatott.

## Emlékezetek
- Az ő nevét viseli Tiszavasvári egyik főutcája, a Hajdúnánás-Hajdúböszörmény felé vezető 3502-es út belterületi szakasza.